# Oppenheimer Sakralbauten

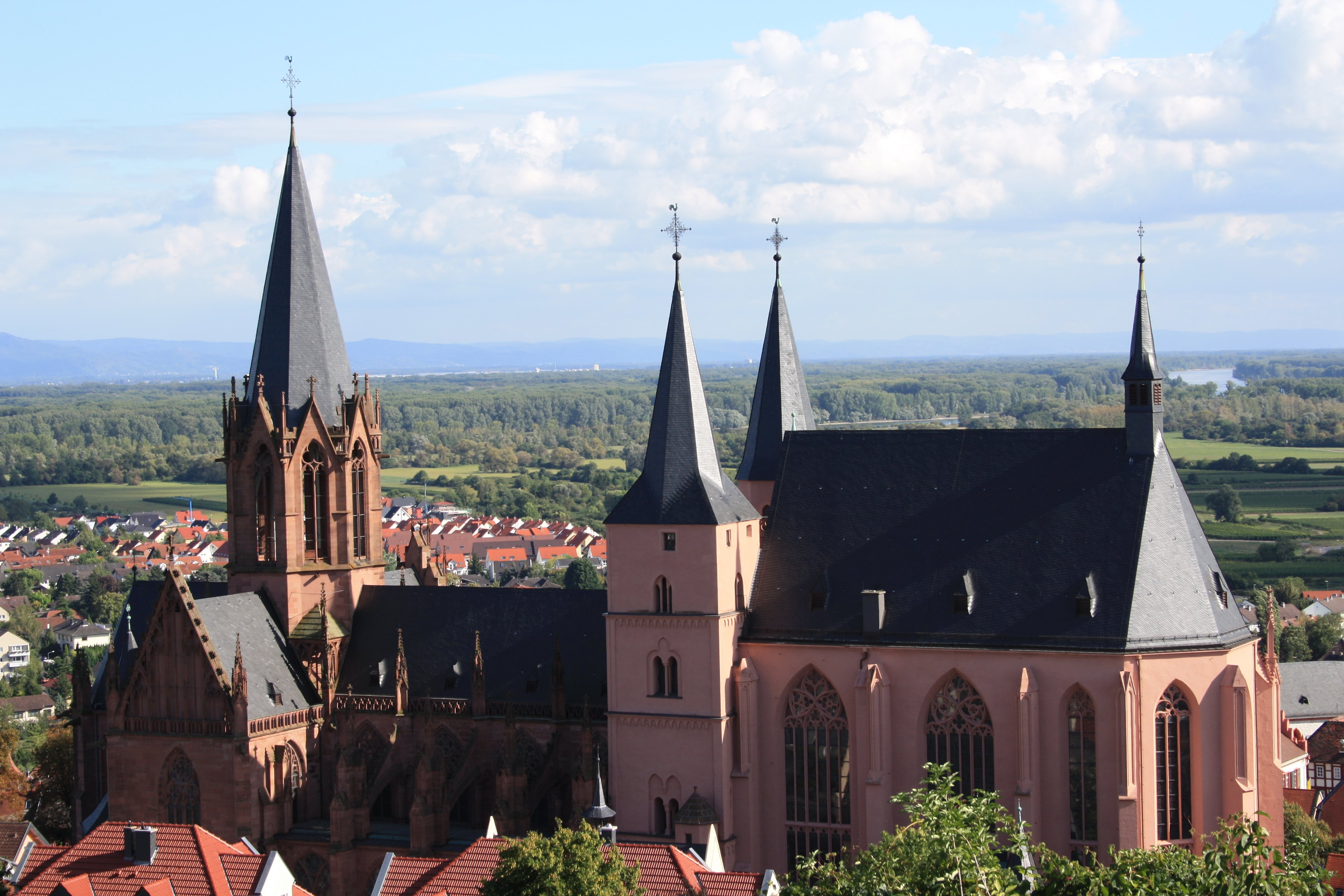
Katharinenkirche (Nordansicht)

Unter dem Stichwort Oppenheimer Sakralbauten werden bestehende und geschichtliche Gebäude wie Kirchen, Klöster und Hospitäler der Stadt Oppenheim aufgeführt.

## Katharinenkirche
Sie ist die Hauptsehenswürdigkeit der Stadt und gilt nach Aussage von Kunsthistorikern als bedeutendste gotische Kirche am Rhein zwischen Köln und Straßburg. Sie hat Oppenheim den Zusatz „Stadt der Gotik“ eingebracht.

## Bartholomäuskirche

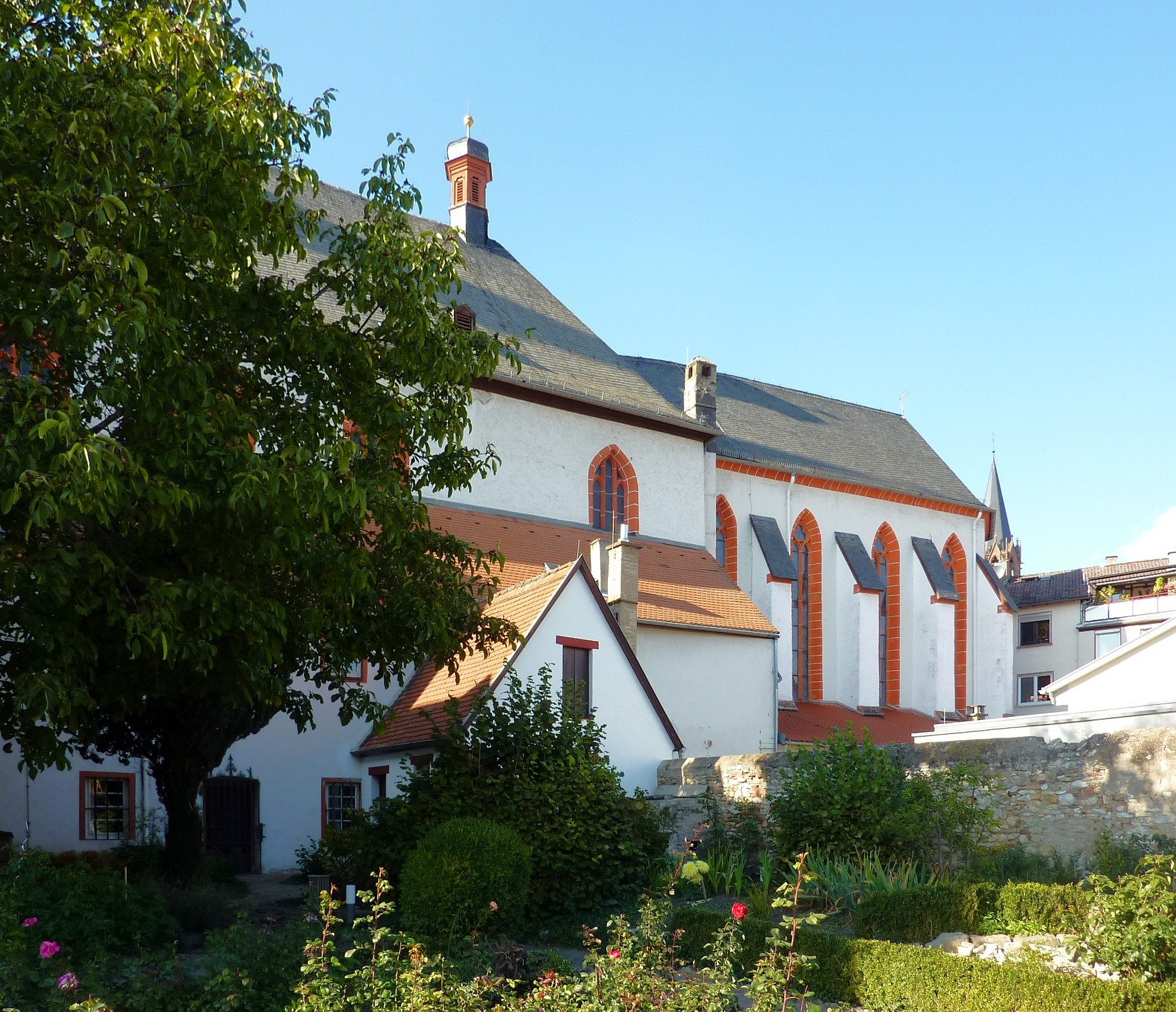
Katholische Pfarrkirche St. Bartholomäus

Die Bartholomäuskirche ist heute die Kirche der katholischen Pfarrgemeinde. Sie wurde etwa zur gleichen Zeit wie die Katharinenkirche ab etwa 1250 erbaut, und zwar als Kirche des unweit des Marktplatzes stadtmittig gelegenen Franziskanerklosters. Wie bei Bettelordenskirchen üblich, hat sie keine Türme, sondern nur zwei kleine Dachreiter.
Die Marienkapelle wurde in den Jahren 1939–1942 unter der Orgelbühne eingebaut und von dem Benediktiner Notker Becker vollständig im Beuroner Kunststil ausgemalt. Sie ist eine der seltenen komplett erhaltenen Schöpfungen dieser Malerschule.

## Sebastianskirche
Die Sebastianskirche war das älteste Oppenheimer Gotteshaus und stand in der Keimzelle des frühmittelalterlichen fränkischen Dorfes an der Einmündung der Rathof- in die Wormser Straße.
Ihr Name wird erstmals im Zusammenhang mit dem Neubau der Kirche durch Abt Thiodroch von Lorsch im Jahr 865 erwähnt. Erzbischof Adalbert von Mainz zerstörte am Sebastianstag des Jahres 1118 bei seinem Überfall auf den Marktflecken Oppenheim auch die Kirche, die aber bald darauf wieder aufgebaut wurde. 1258 zog man eine Trennungslinie durch das inzwischen angewachsene und zur Stadt erhobene Oppenheim: die Neustadt mit der Katharinenkirche und dem Barfüßerkloster kam zum Bistum Mainz, das Bistum Worms erhielt die alte Unterstadt mit der Sebastiankirche als deren Pfarrkirche. 
Nach Reformation und Dreißigjährigem Krieg stellte man 1648 die Sebastiankirche den Lutheranern für ihren Gottesdienst zur Verfügung. Ein Brand im Jahr 1689 zerstörte die Kirche erneut; erst 1717 war sie wiederhergestellt.
Anhand historischer Abbildungen und aufgrund von Grabungsbefunden lässt sich der Kirchenbau in seinem letzten mittelalterlichen Bauzustand als eine kreuzrippengewölbte spätgotische Stufenhalle von vier Jochen Längenerstreckung unter Einbeziehung eines frühgotischen Querhauses mit Vierungsturm und einem Kastenchor aus dem mittleren 13. Jahrhundert rekonstruieren. Beim Wiederaufbau nach der Zerstörung von 1689 wurde das Langhaus im Innern vereinfacht und mit einer Flachdecke versehen.
Als sich 1822 die beiden Konfessionen der Reformierten (Katharinenkirche) und der Lutheraner zur so genannten Union vereinigten, gab man die inzwischen stark renovierungsbedürftige Sebastiankirche auf und riss sie 1837 ab. Das Inventar und wertvollere Gebäudeteile kamen durch eine Versteigerung in unterschiedliche Hände. Sie sind zum Teil an verschiedenen Stellen Oppenheims heute noch zu sehen. Zum Beispiel kann man im Westchor der Katharinenkirche eine gotische Pforte mit zwei romanischen Inschriften der abgerissenen Kirche besichtigen.

## Kloster Mariacron
Das wohl 814 gegründete Benediktinerinnenkloster Mariacron befand sich in der Mainzer Vorstadt, nördlich der Altstadt. Es wurde 1565 in ein Damenstift umgewandelt und nur wenig später aufgelöst. Von der im Dreißigjährigen Krieg und im Pfälzischen Erbfolgekrieg zerstörten Lage haben sich wenige Mauerreste erhalten.